# Nikolina Tomić
Nikolina Tomić est une ancienne joueuse de volley-ball serbe née le 3 janvier 1986 à Rijeka (Croatie). Elle mesure 1,85 m et jouait au poste de réceptionneuse-attaquante. Elle a totalisé 5 sélections en équipe de Serbie.

## Clubs
| Club                        | De        | À         |
| --------------------------- | --------- | --------- |
| OK Obilić                   | 1998-1999 | 2006-2007 |
| OOK Kolubara                | 2007-2008 | 2007-2008 |
| Jedinstvo Užice             | 2008-2009 | 2008-2009 |
| OK Obilić                   | 2009-2010 | 2009-2010 |
| Radnički Beograd            | 2010-2011 | 2010-2011 |
| PA Venelles                 | 2011-2012 | 2011-2012 |
| Vannes Volley-Ball          | 2012-2013 | 2012-2013 |
| OK Valjevo                  | 2013-2014 | 2013-2014 |
| Volley Club Marcq-en-Barœul | jan 2015  | mai 2015  |
| AEK Larnaca                 | 2015-2016 | 2015-2016 |
| OK Valjevo                  | 2016-2017 | 2016-2017 |